# Morsched
Der Morsched (persisch; englisch und französisch übertragen auch Morshèd) ist in Iran ein Wegweiser und Führer des Pahlavan (Held, Ritter oder Athlet), der im Zurchaneh (Krafthaus) seine Übungen verrichtet.

Der Morsched muss alle Übungen der Athleten kennen, ein Vorbild für die Athleten sein, und er muss die wichtigsten persischen Gedichte, insbesondere das persische Nationalepos, Ferdosis Schāhnāme, auswendig kennen. Er muss die große Bechertrommel (tombak) beherrschen und über eine gute Stimme verfügen. Die Traditionen und ethischen Vorstellungen der Zurchanehs basieren auf Überlieferungen aus der vorislamischen Zeit und verbinden athletische Übungen mit zoroastrischer Spiritualität. Üblicherweise beginnt der Morsched seinen Vortrag mit der ersten Zeile des Prologs von Ferdosis Schahname: 

„Be nam-e chodavand-e jaan-o cherad" -  "Im Namen Gottes, (des Herrn) der Seele und des Verstandes“